# Colmenarejo
Colmenarejo è un comune spagnolo di 5 385 abitanti situato nella comunità autonoma di Madrid, parte della comarca di Cuenca del Guadarrama.